# Alpe di Neggia
De bergpas Alpe di Neggia vormt de verbinding tussen het Zwitserse Vira en het Valle Veddasca dat voor het grootste deel aan Italië toe behoort. De grenspost ligt enkele kilometers ten zuiden van de pas bij het dorpje Indemini. Het bergzadel is gelegen tussen de 1961 meter hoge Monte Tamaro en de 1594 meter hoge Monte Paglione. Gedurende het winterseizoen wordt er op de Alpe di Neggia op bescheiden schaal geskied en gelanglauft. 's Zomers is het een populair uitgangspunt voor de beklimming van de Monte Tamaro.
Vanuit Vira leidt een 15 kilometer lange steile bochtige weg omhoog naar de pashoogte. Onderweg heeft men zicht op het Lago Maggiore, Locarno en de delta van de rivier de Maggia. Vanaf de grazige hoogvlakte van de Neggia is in het zuiden het centrale deel van het Lago Maggiore te zien met de rots van Caldè. De afdaling richting Maccagno voert door het dunbevolkte Valle Veddasca. De weg omlaag is smal en rijk aan bochten. Bij het bergdorp Armio slaat een weg af naar het wintersportgebied La Forcora en het stuwmeer Lago d'Elio.

## Afbeeldingen

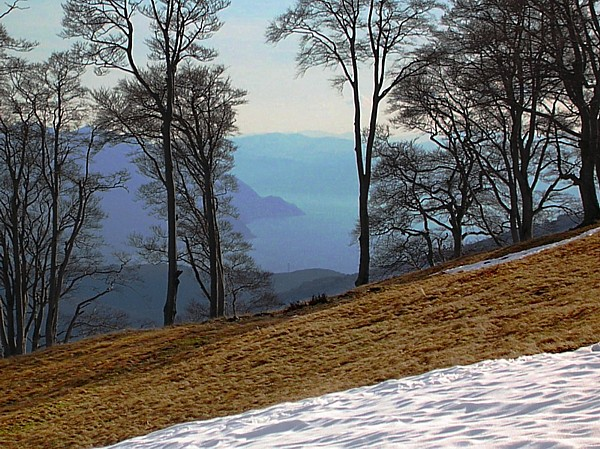
Zicht vanaf de top op het Lago Maggiore met de rots van Caldè

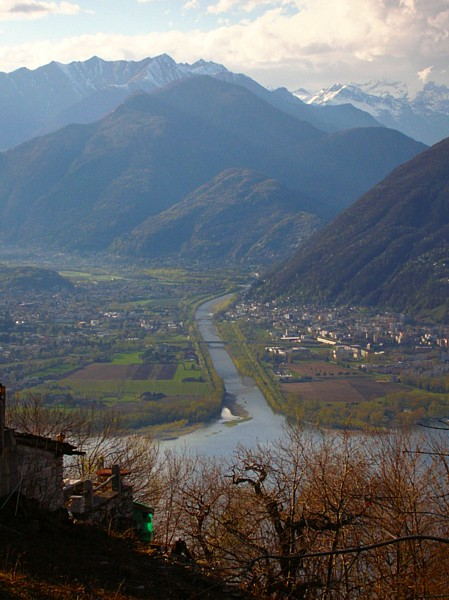
Zicht op de Maggia delta

Albrun · Albula · Alpe Gesero · Bernina · Brünig · Chasseral · Croix · Ferret · Flüela · Forclaz · Furka · Furggu · Gemmi · Glas · Glaubenberg ·  Glaubenbüelen · Gries · Grimsel · Grote Scheidegg · Grote St.-Bernhard · Gurnigel · Gueulaz · Jaun · Julier · Klausen · Kleine Scheidegg · Kunkel · Lenzerheidepas · Livigno · Lukmanier · Maloja · Moosalp · Morgins · Mosses · · Saanenmöser · Neggia · Nufenen · Oberalp · Ofen · Pillon · Planches · Pragel · San Bernardino · Sanetsch · Schallenberg · Simplon · Sint-Gotthard · Splügen · Susten · Umbrail · Vue des Alpes · Wolfgang